# Liściokwiat garbnikowy

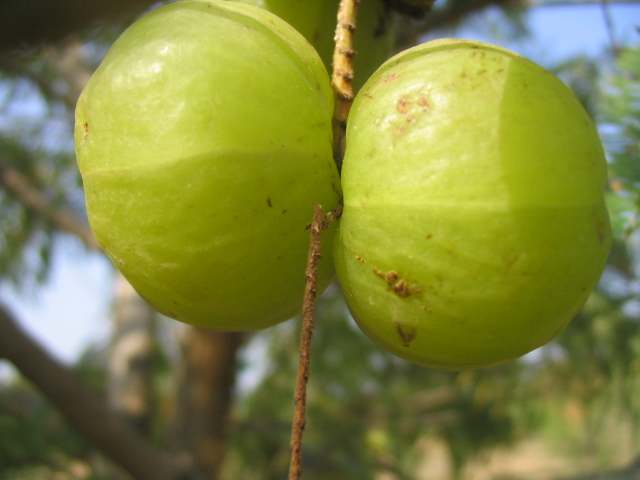
Owoce w zbliżeniu

Liściokwiat garbnikowy (Phyllanthus emblica) – gatunek drzewa z rodziny liściokwiatowatych (Phyllanthaceae). Występuje w południowo-wschodniej Azji od Pakistanu po wschodnie Chiny, na południe po Cejlon i Indonezję.

## Morfologia
PokrójDrzewo o wysokości do 10 m.
LiścieRównowąskie, o długości do 1,5 cm, gęsto ułożone na gałązkach w 2 rzędach. Liście pojedyncze, mimo że swoim wyglądem przypominają liście pierzasto złożone.
KwiatyRozdzielnopłciowe, niewielkie, wyrastające w kątach liści. Mają 6-działkowy kielich, nie posiadają korony. Kwiaty męskie mają 3-5 pręcików, kwiaty żeńskie jeden słupek.
OwocŻółtawego koloru trójdzielna torebka z silnie kwaśnym miąższem.

## Zastosowanie
Uprawiany jest w Indiach dla jadalnych owoców przypominających nieco agrest, stąd nazwa angielska Indian gooseberry.
- Owoce amli wykazują działanie antywirusowe i antybakteryjne. Od wieków są wykorzystywane w indyjskiej medycynie tradycyjnej, ajurwedzie.
- Szczególnie w południowych Indiach, owoce spożywa się w postaci przetworów.
- Posiada również zastosowanie w kosmetyce[7].

## Znaczenie w hinduizmie
- Teksty tantry hinduistycznej, wymieniają drzewo amalaka /dhatri/ jako jedno z pięciu, które tradycyjnie wymagane są w munda sadhana (miejscu wykonywania sadhany)[8].
- Tradycja wisznuizmu bengalskiego uważa to drzewo za siedzibę bogini Lakszmi[9].